# 탈나치화

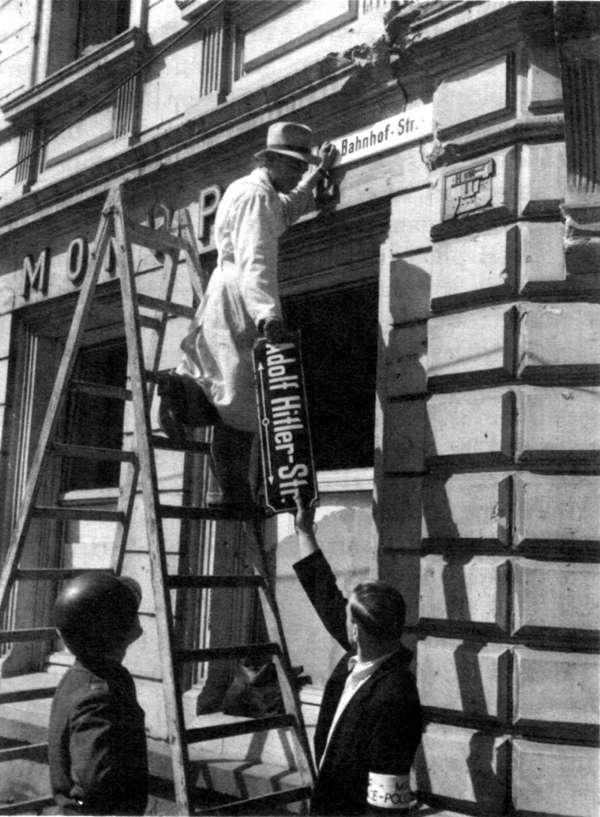
1945년 5월 12일 트리에르에 있는 "아돌프 히틀러-스트라세" (오늘날의 "슈타인브뤼크스트라세")의 간판을 철거하는 작업자들

탈나치화(영어: Denazification)는 분단 시대의 독일에서 나치 독일의 잔재를 일소하고자 했던 작업이다. 넓은 의미에서 동서 통일 이후에도 계속 진행 중인 나치 시대의 재생을 차단하는 운동을 포함한다.

## 연합국
1945년 독일을 점령한 연합국은 정치분야, 경제분야, 교육분야에서의 탈나치화가 실시되었다. 이러한 일환에서 뉘른베르크 재판이 실시되어 나치관련자 및 기업들에 대한 재판이 실시되었다. 재판은 부사관과 병에 대한 책임소재규명논란이라는 한계를 갖고 있었지만, 일부나마 관련자들에 대해 처벌이 이루어진 의미를 갖고 있다. 1946년 뮌헨에서 《나치와 군사주의로부터 해방을 위한 법(Gesetz zur Befreiung von NS u.Militarismus)》이 제정되어 연합국 점령지역내 나치 관련자들을 재판에 회부하였으나, 피고들이 너무 많아서 재판에는 한계가 있었다. 1947년 독일의 미군정은 소련의 점령으로 동독이 공산화 되어가자 이를 견제하기 위해, 서독에서의 과거사청산을 형식적으로 실시하였다. 이에 따라, 나치시절 마지 못해 나치에 동조했다는 증명서인 면책증명(Persilschein)이 발급되어 교육인, 군인, 법조인, 기업인 등이 사면복권되었다.

## 독일민주공화국
독일민주공화국에서는 1949년 독일민주공화국 정부수립 이전부터 독일 사회주의 통일당(SED)주도로 나치에서 경찰이나 공직자로 근무한 자들을 추방하였다. 과거사청산을 철저한 처벌위주로 실시한 것이다.

## 독일연방공화국
독일연방공화국은 1949년에 정부가 수립된 이후 과거사청산을 시작하였다. 하지만 서독이 과거사청산에 철저해진 것은 68혁명의 영향이었다. 기존권위를 부정하는 신좌파 지식인들은 기성세대들의 잘못을 솔직하게 드러내기 시작하였다. 현재 독일 교과서에서 나치 독일의 잘못을 솔직하게 언급하는 것도 그런 이유에서이다. 이후에도 독일은 강제동원과 생체실험 피해자들에 대한 보상, 유대인 학살 피해자들에 대한 사죄로 과거사청산을 해왔다. 하지만 강제동원 보상의 경우 관련자료를 찾기 힘들어 모든 피해자들이 보상혜택을 받기 힘든 한계를 갖고 있고, 유대인 학살 피해 사죄도 형식적이지 않느냐는 비판이 계속 있어왔다.

## 같이 보기
- 방어적 민주주의
- 탈공산화